# Peter Diederich Conze

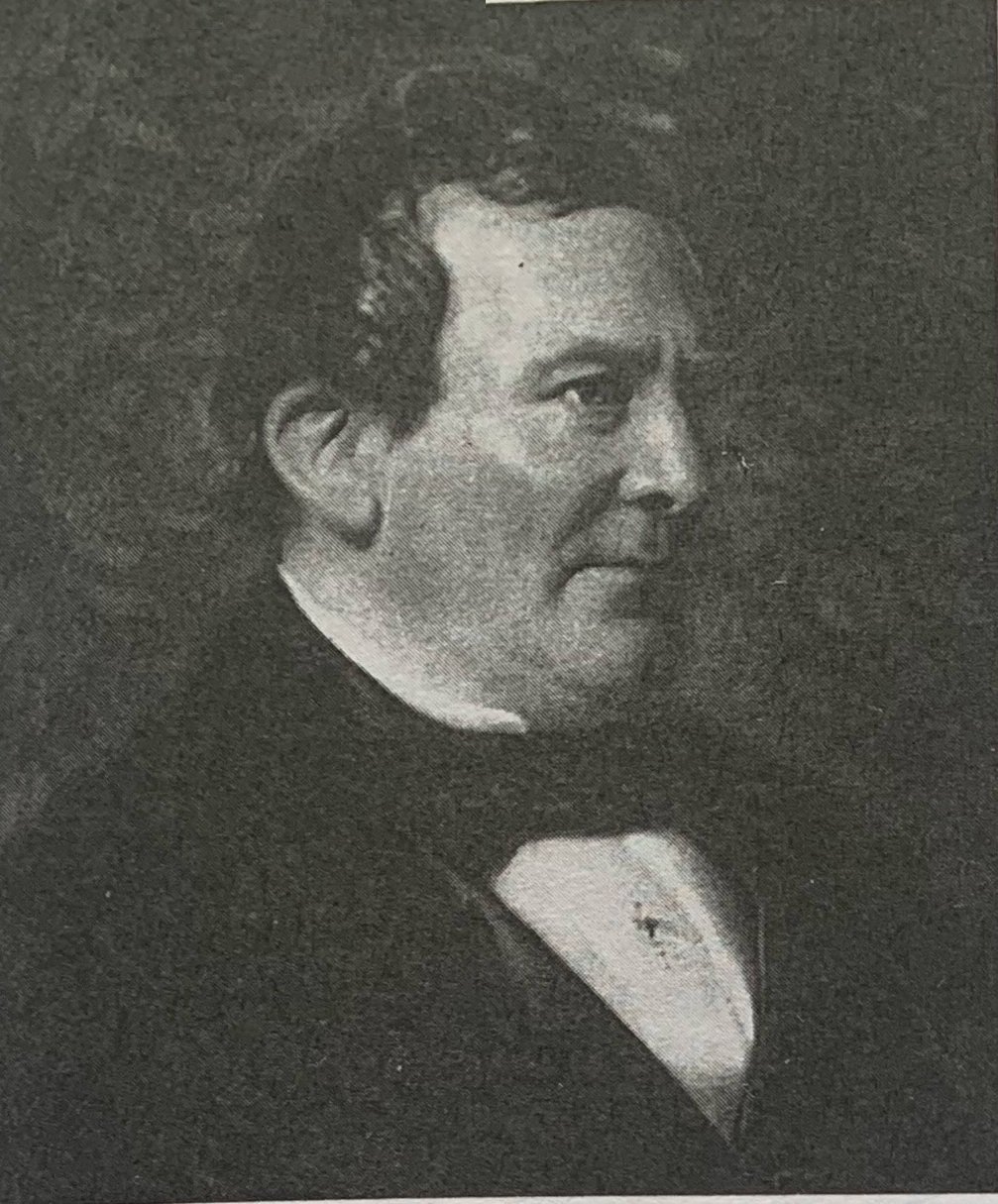
Peter Diederich Conze

Peter (Petter) Diederich Conze (* 23. April 1783 in Kleve; † 23. November 1861 auf Gut Zollen/Soldin (Neumark)) war ein deutscher Kaufmann und Politiker.

## Leben
Conze war der Sohn des Botenmeisters der Kriegs- und Domänenkammer in Wesel und Kleve Peter Diederich Conze (* 3. April 1735 in Lüdenscheid; † 30. März 1807 in Kleve) und dessen Ehefrau Maria Gerdruth von Oerdings (von Ürdingen; von Ording; *  23. März 1755 in Essen; † 8. September 1802 in Wesel). Er war lutherisch und heiratete am 21. Juli 1809 in Mettmann Anna Maria Wilhelmine Feldhoff (* 10. Januar 1783 in Mettmann; † 26. April 1828 in Langenberg). Nach dem Tod der ersten Ehefrau heiratete er am 30. September 1831 in zweiter Ehe Maria Sophie Waldthausen (* 1. Mai 1783 Essen; † 26. Januar 1883 Langenberg). Gottfried Friedrich Conze war ein Sohn aus zweiter Ehe.
Conze lebte als Kaufmann in Langenberg. Er war Associé der Seidenwarenfabrik und Färberei „Gebrüder Köttgen & Comp.“.
Er war von 1837 bis 1845 stellvertretender Abgeordneter im Provinziallandtag der Rheinprovinz für den Stand der Städte und die Städte Ratingen, Kaiserswerth, Angermund mit Gerresheim, Mettmann, Hardenberg mit Langenberg, Wülfrath, Velbert und Kronenberg. 1845 wurde er als Abgeordneter einberufen und nahm am Landtag teil. 1847 gehörte er dem Ersten Vereinigten Landtag an. Er war Inhaber vieler kirchlicher Ehrenämter.

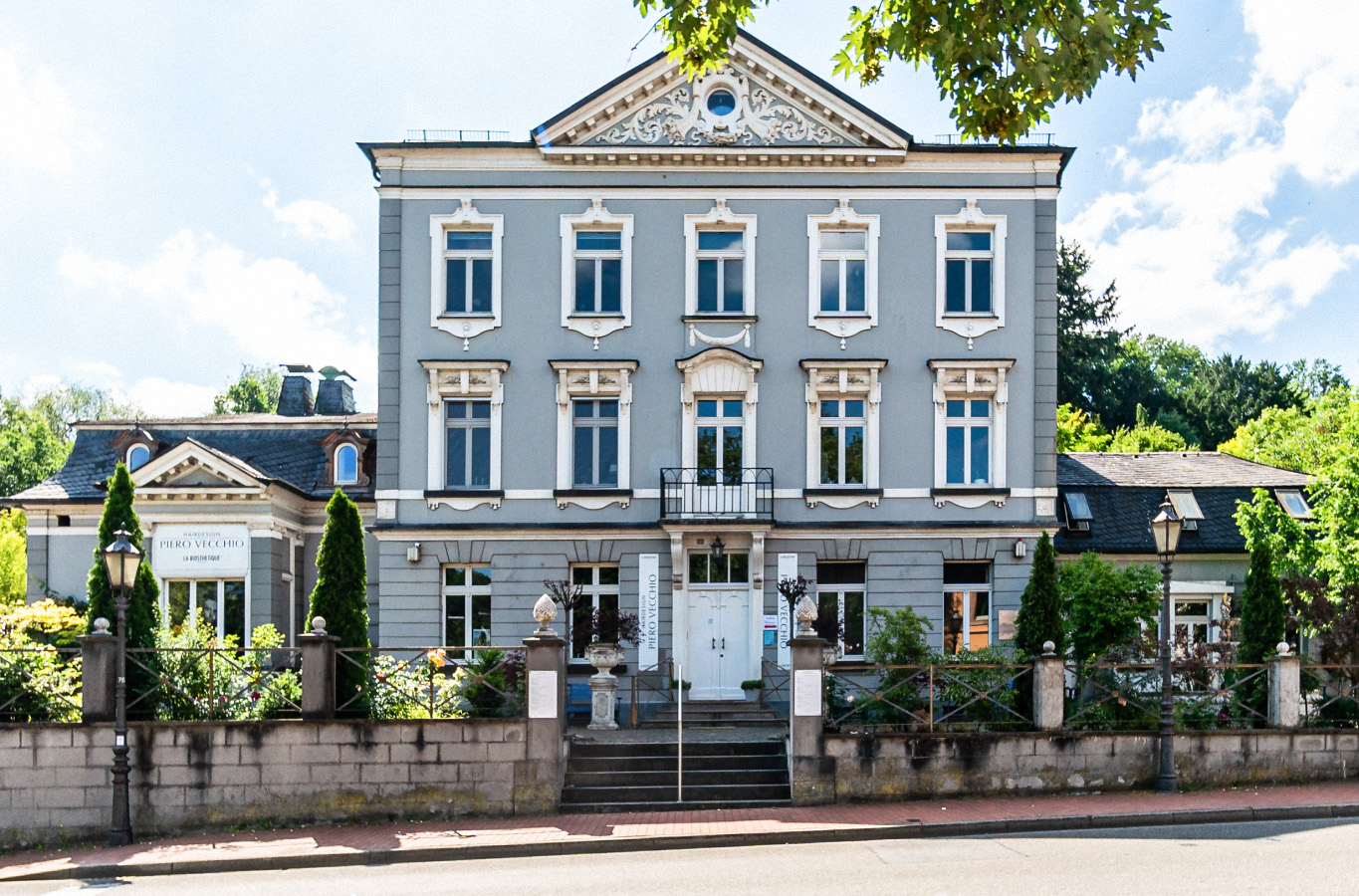
Kleiner Rosenberg

1824 ließ Conze sich die Villa Kleiner Rosenberg (Hauptstraße 101) erbauen. Die klassizistische Villa mit zwei Seitenpavillons steht unter Denkmalschutz.